# ディヴァイド
『ディヴァイド』（原題：The Divide）は、2011年制作のアメリカ合衆国・カナダ・ドイツ合作のSFスリラー映画。

## あらすじ
核戦争で壊滅したニューヨーク。9人の男女は地下シェルターに逃げ込んで難を逃れたが、地上の建物が崩壊し出入口が塞がれた事によって閉じ込められてしまう。
備蓄された食糧や水はわずかしかなく、9人は絶望的な状況の中で日々を過ごしていくが、ある日、防護服に身を包んだ謎の男たちがシェルターをこじ開けて現れ、彼らに襲いかかってくる。

## キャスト
※括弧内は日本語吹替
- エヴァ - ローレン・ジャーマン（ふしだ里穂）
- ミッキー - マイケル・ビーン（谷昌樹）
- ジョシュ - マイロ・ヴィンティミリア（花輪英司）
- デルヴィン - コートニー・B・ヴァンス（坂本くんぺい）
- エイドリアン - アシュトン・ホームズ（菅原雅芳）
- マリリン - ロザンナ・アークエット（八十川真由野）
- サム - イヴァン・ゴンザレス
- ボビー - マイケル・エクランド（高橋英則）
- ウェンディ - アビー・シックソン
- リズ - ジェニファー・ブランク